# Liste des épisodes de Hunter × Hunter (1999)
Pour un article plus général, voir Hunter × Hunter.

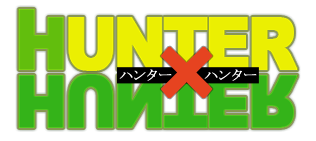
Logo du dessin animé Hunter x Hunter.

Cette page recense la liste des épisodes de l'anime Hunter × Hunter diffusé entre le 16 octobre 1999 et le 31 mars 2001, ainsi que des trois séries d'OAVs complétant la série.

## Génériques

### Début
| Numéro                   | Titres                     | Artiste            | Épisodes | 1re date de diffusion |
| ------------------------ | -------------------------- | ------------------ | -------- | --------------------- |
| 1                        | Ohayou                     | Keno               | 1-48     | 16 octobre 1999       |
| 2                        | Taiyou wa Yoru mo Kagayaku | WINO               | 49-62    | 9 décembre 2000       |
| 3                        | PALE ALE                   | Kenichi Kurosawa   | 63-70    | 17 janvier 2002       |
| 4                        | Pray                       | Wish*              | 71-78    | 5 février 2003        |
| 5                        | Believe in Tomorrow        | Sunflower's Garden | 79-92    | 18 février 2004       |
| 1 (Version Française M6) | Sanctuary                  | Wish*              | 1-92     | 1er janvier 2005      |

### Fin
| Numéro                   | Titres                                               | Artiste            | Épisodes | 1re date de diffusion |
| ------------------------ | ---------------------------------------------------- | ------------------ | -------- | --------------------- |
| 1                        | Kaze no Uta                                          | Minako Honda       | 1-31     | 16 octobre 1999       |
| 2                        | E-Jan -Do You Feel Like I Feel?                      | Masato Nagai       | 32-52    | 17 juin 2000          |
| 3                        | Hotaru                                               | Masato Nagai       | 53-62    | 20 janvier 2001       |
| 4                        | Carry On                                             | Kenichi Kurosawa   | 63-70    | 17 janvier 2002       |
| 5                        | POPCORN                                              | Mikuni Shimokawa   | 71-78    | 5 février 2003        |
| 6                        | Moshi mo Kono Sekai de Kimi to Boku ga Deaenakattara | Sunflower's Garden | 79-92    | 18 février 2004       |
| 1 (Version Française M6) | Gomoji no Ito                                        | Alüto              | X-92     | 1er janvier 2006      |

## Liste des épisodes de l'anime
|  | Épisodes filler (épisodes dont l’histoire n’apparaît pas dans le manga)                |
|  | Épisodes semi-filler (épisodes adaptant du contenu du manga et du contenu additionnel) |

| No | Titre français                                   | Titre japonais                             | Titre japonais                                          | Date de 1re diffusion |
| No | Titre français                                   | Kanji                                      | Rōmaji                                                  | Date de 1re diffusion |
| --- | ------------------------------------------------ | ------------------------------------------ | ------------------------------------------------------- | --------------------- |
| 01 | Hunter X Condition X Adieu                       | 旅行く少年×風の音を残して                  | Tabi iku shōnen × Kaze no oto wo nokoshite              | 16 octobre 1999       |
| [Chapitre 1] — Gon Freecs est un jeune orphelin qui vit avec sa tante Mito Freecs et sa grand-mère. Au cours d'une escapade en forêt, il tombe nez à nez avec un monstre. Terrifié, il est sauvé par Kaito, un Hunter. Celui-ci qui lui apprend que contrairement à ce que prétend sa tante, son père, Ging, est encore en vie quelque part dans le monde. Décelant le potentiel de Gon, il l'encourage alors à s'inscrire à l'examen permettant de devenir Hunter. Quelques années plus tard, Gon a 12 ans. Suivant les conseils de Kaito, il décide de confronter sa tante, qui cède et l'autorise à passer l'examen à condition d'attraper le monstre du lac en une semaine. Le dernier jour, Gon réussit l'épreuve, au désarroi de Mito qui consent à le laisser partir de l'île. Une fois ses adieux faits, Gon se lance à l'aventure... |                                                  |                                            |                                                         |                       |
| 02 | Rencontre X Hésitation X Départ                  | 出会い×とまどい×出航                       | Deai × Tomadoi × Shukkō                                 | 23 octobre 1999       |
| [Chapitre 1 + filler] — Au port de l'île de Kujira, Gon cherche le bateau censé le conduire là où se déroulera l'examen. Alors qu'il parcourt la ville, il rencontre Leolio, qui semble pouvoir le renseigner, mais celui-ci est réticent à lui prêter main-forte... |                                                  |                                            |                                                         |                       |
| 03 | Orgueil X Mer agitée X Duel                      | プライド×荒海×決闘                         | Puraido × Araumi × Kettō                                | 30 octobre 1999       |
| [Chapitre 2] — A bord du bateau, Gon vogue en direction de l'île de Dole, où va se dérouler l'examen des Hunter. Cependant, une tempête éclate et met au tapis l'ensemble des passagers à l'exception de Gon, Leolio et Kurapika, un jeune garçon survivant du clan Kuruta qui souhaite devenir Hunter afin de se venger de la Brigade Fantôme, un groupe de bandits qui a massacré ses congénères. |                                                  |                                            |                                                         |                       |
| 04 | Choix X Raccourci X Long chemin                  | 選択×近道×まわり道                         | Sentaku × Chikamichi × Mawari michi                     | 6 novembre 1999       |
| [Chapitre 3] — Gon, Kurapika et Léolio sont arrivés sur l'île de Dole, et doivent chercher l'endroit exact où se déroulera l'examen. Léolio choisit de prendre un bus censé aller à Zaban City, mais celui-ci s'avère être un piège, il retourne donc auprès de Gon. En prenant un raccourci, ils se retrouvent face à une vieille dame qui leur fait passer un quiz étrange. Bien que Léolio se laisse emporter, Kurapika et Gon comprennent l'astuce et tout le monde finit par réussir l'épreuve. |                                                  |                                            |                                                         |                       |
| 05 | Mensonge X Vérité X Kiriko                       | ウソ×ホント?×キリコ                        | Uso × Honto? × Kiriko                                   | 13 novembre 1999      |
| [Chapitre 4] — Après avoir réussi le quiz, Gon et ses compagnons se mettent à la recherche de navigateurs, qui peuvent les conduire précisément là où se déroule l'examen. Cependant, une fois arrivés à leur maison, ils voient sous leurs yeux un jeune couple se faire agresser par une bête féroce, qui enlève l'épouse et l'amène dans la forêt. Gon et Kurapika se mettent en chasse de la bête, et découvrent que celle-ci est un Kiriko, capable de se métamorphoser en être humain. Léolio démasque la vraie nature du couple, qui sont les enfants de la bête. Ceux-ci révèlent au groupe qu'ils ont passé le test, puis acceptent de les guider vers le véritable lieu de l'épreuve. |                                                  |                                            |                                                         |                       |
| 06 | Steak X Marathon X Examen                        | ステーキ×マラソン×試験開始                 | Sutēki × Marason × Shiken kaishi                        | 20 novembre 1999      |
| [Chapitres 5-6] — Gon et ses amis sont guidés dans un sombre tunnel, qui s'avère être le lieu de l'examen, et font la connaissance des différents candidats présents, dont Tonpa, un vétéran ayant passé l'examen plusieurs fois, ainsi qu'Hisoka, un magicien mystérieux. Peu après, Satotsu, le Hunter examinateur, se présente aux candidats et annonce le déroulement la première épreuve : il s'agit de rejoindre le lieu de l'épreuve suivante à pied. Après avoir couru plusieurs heures, Léolio est au bord de l'évanouissement. Tonpa se désigne pour l'emmener afin qu'il récupère de sa fatigue, mais une fois seuls, celui-ci révèle sa vraie nature et l'entraîne dans un piège. |                                                  |                                            |                                                         |                       |
| 07 | Traumatisme X Limite X Piège                     | トラウマ×限界×甘いワナ                     | Torauma × Genkai × Amai wana                            | 27 novembre 1999      |
| [Chapitres 7-8 + filler] — Dans le tunnel, Léolio est en proie à des hallucinations. On découvre alors qu'il souhaite devenir Hunter afin de pouvoir réaliser son rêve : devenir médecin et soigner les pauvres gratuitement. Il est sauvé par Gon, Kurapika, ainsi que Kirua, un jeune garçon mystérieux qui semble intéressé par Gon. Les deux garçons sympathisent vite, et Kirua permet à tout le monde de revenir dans la course. Peu après, tous les candidats sortent du tunnel et débouchent dans un vaste marais. Survient alors un homme blessé prétendant être le véritable examinateur. |                                                  |                                            |                                                         |                       |
| 08 | Magie X Sourire X Bêtes féroces                  | 奇術師×ほほえみ×猛獣注意                   | Kijutsushi × Hohoemi × Mōjū chūi                        | 4 décembre 1999       |
| [Chapitres 8-10] — L'homme blessé tente de convaincre les candidats de le suivre, mais se fait tuer d'un seul coup par Hisoka, qui confirme que Satotsu est le véritable examinateur. L'ensemble des candidats traverse alors le marais et se retrouve pris dans un épais brouillard. Plusieurs candidats se font attaquer et dévorer par des monstres, et Gon et Kirua sont séparés de Kurapika et Léolio, confrontés à Hisoka, qui voit ses pulsions meurtrières refaire surface... Gon retourne sur ses pas sauver Léolio, sur le point d'être tué par Hisoka, mais se retrouve à son tour en position délicate. Hisoka décide néanmoins de les épargner tous les deux et les laisse rejoindre le lieu de la deuxième épreuve. |                                                  |                                            |                                                         |                       |
| 09 | Menchi X Colère X 2e épreuve ?                   | メンチ×マジギレ×二次試験?                  | Menchi × Majigire × Niji shiken                         | 11 décembre 1999      |
| [Chapitres 10-11] — La deuxième épreuve commence. Les candidats doivent cuisiner deux plats afin de satisfaire le goût des deux Hunters gourmets, Buhara et Menchi. 70 candidats parviennent à satisfaire Buhara, mais Menchi demande de cuisiner un sushi, un plat que les candidats ne connaissent pas. Après que Hanzo, un ninja connaissant la recette, l'ait révélée par mégarde, Menchi perd son sang-froid et se montre de plus en plus exigeante. |                                                  |                                            |                                                         |                       |
| 10 | Insuffisance X Panique X Voix du ciel            | 赤点×パニック×天の声                       | Akaten × Panikku × Ten no koe                           | 18 décembre 1999      |
| [Chapitres 12] — Menchi déclare la fin de l'épreuve, et tous les candidats sont recalés. Devant les protestations de ceux-ci, le comité d'organisation de l'examen des Hunters, ainsi que son président Nétéro, se rendent sur place et trouvent un moyen de raisonner Menchi qui finit par capituler et proposer une autre épreuve, qui satisfait tout le monde. |                                                  |                                            |                                                         |                       |
| 11 | Sport X Acharnement X Clandestin                 | 探検×スポ根×密航者                         | Tanken × Supokon × Mikkōsha                             | 8 janvier 2000        |
| [Chapitre 13 + filler] — A bord du dirigeable du comité d'organisation, les candidats ont quartier libre. Alors qu'ils explorent le dirigeable, Gon et Kirua rencontrent Anita, une candidate ayant échoué à la deuxième épreuve et s'étant introduite illégalement sur le dirigeable. Anita est la fille d'un marchand fructueux d'épices qui aurait été assassiné par la famille Zoldik, dont Kirua fait partie, et dont elle cherche à se venger. Elle est vite arrêtée par Nétéro et des gardes du corps. Nétéro propose alors à Gon et Kirua de passer l'éponge sur le cas d'Anita, et de faire de lui un Hunter immédiatement, s'ils acceptent son défi. |                                                  |                                            |                                                         |                       |
| 12 | Bon ? X Mauvais ? X Killua                       | 良い子?×悪い子?×キルア                     | Ī ko? × Warui ko? × Kirua                               | 15 janvier 2000       |
| [Chapitre 13-14 + filler] — Kirua et Gon essayent de reprendre la balle des mains de Nétéro, mais ils sont complètement désemparés. Après un moment, Kirua abandonne, car ses pulsions meurtrières font surface. Pendant ce temps, Anita sème les gardes qui l'escortent et se met à la poursuite de Kirua. Celui-ci tombe sur la jeune fille et la malmène facilement, mais l'épargne car il ne souhaite pas froisser Gon, à qui il s'est attaché. Pendant ce temps, Gon revoit ses objectifs à la baisse et décide de forcer Nétéro à utiliser sa main droite. Après plusieurs essais, il y arrive enfin et abandonne. Quelques heures plus tard, Anita est pardonnée et le dirigeable atterrit au sommet d'une tour, qui s'avère être le lieu de la troisième épreuve... |                                                  |                                            |                                                         |                       |
| 13 | D'accord X Contraire X Piège                     | 賛成×反対×落とし穴                         | Sansei × Hantai × Otoshiana                             | 22 janvier 2000       |
| [Chapitre 15-17] — Les candidats ont 72 heures pour descendre au pied de la tour. Après avoir cherché une porte d'entrée, le groupe tombe sur le chemin du "Choix de la majorité", qu'ils n'ont d'autre choix de parcourir accompagnés de Tonpa. Après quelques heures de marche, ils se retrouvent dans une salle où ils doivent affronter un groupe de cinq prisonniers et obtenir au moins trois victoires. Le premier match oppose Tonpa à un criminel qui lui propose un match à mort, mais Tonpa abandonne immédiatement après le début. Gon se désigne alors pour le match suivant qui l'oppose à Sedokan, un bombardier en série... |                                                  |                                            |                                                         |                       |
| 14 | Bougie X Politique X Dispute                     | ローソク×ポリシー×なかまわ割れ             | Rōson × Polishī × Nakamawa ware                         | 29 janvier 2000       |
| [Chapitre 17-19] — Sedokan offre à Gon le choix entre deux bougies, et de voir laquelle brûlera le plus longtemps. Gon choisit une bougie qui se révèle brûler plus vite, mais remarque qu'elle ne s'éteint pas malgré le vent et souffle sur la bougie de son adversaire, offrant une victoire au groupe. Le troisième match est un combat à mort entre Kurapika et Majitani, un tueur en série qui prétend appartenir à la brigade. À la suite de cela, Kurapika voit rouge et le met KO. Cependant, Majitani n'ayant pas déclaré forfait, plusieurs heures passent sans qu'un vainqueur ne soit décidé... |                                                  |                                            |                                                         |                       |
| 15 | Ephémère X Vie X Majitani                        | はかない×いのち×マジタニ                   | Hakanai × Inochi × Majitani                             | 5 février 2000        |
| [Chapitre 19-20] — Ailleurs dans la tour, Hisoka combat un adversaire et est le premier à atteindre l'arrivée. Pendant ce temps, Léolio s'impatiente et souhaite confirmer la mort de Majitani, ce qui ouvre la voie à un match de paris, où le groupe parie le temps qu'il lui reste pour sortir de la tour. En proposant de parier sur le fait que Majitani fait semblant d'être inconscient, Léolio confirme la victoire de Kurapika au prix de plusieurs heures, et se retrouve confronté pour le quatrième match à une jeune psychologue. |                                                  |                                            |                                                         |                       |
| 16 | Pierre ? X Ciseaux ? X Cœur                      | グー×チョキ×ハート                         | Gū × Choki × Hāto                                       | 12 février 2000       |
| [Chapitre 20-21] — La jeune femme parvient à affaiblir psychologiquement Léolio, et remporte le quatrième match. Le dernier combat oppose alors Kirua à Jones, un tueur en série connu pour mutiler ses victimes et les démembrer en plusieurs dizaines de morceaux. Celui-ci propose un combat à mort, mais avant qu'il ait le temps d'attaquer, Kirua lui arrache le coeur et le réduit en miettes, offrant une troisième victoire au groupe, ce qui leur permet de remporter la sous-épreuve. |                                                  |                                            |                                                         |                       |
| 17 | 3 personnes ? X 5 personnes ? X Dernier choix    | 3人?×5人?×最後の選択                       | Sannin? × Gonin? × Saigo no sentaku                     | 19 février 2000       |
| [Chapitre 21-22] — Après avoir traversé plusieurs salles, le groupe se trouve face à la dernière porte du chemin, et doit choisir entre un chemin court mais accessible uniquement à trois d'entre eux, ou long accessible à tout le monde. |                                                  |                                            |                                                         |                       |
| 18 | Trésor X Souvenirs X Chambre                     | お宝×思い出×ホテルの小部屋                 | Otakara × Omoide × Hoteru no kobeya                     | 26 février 2000       |
| Les candidats sont amenés par dirigeable sur une île où se trouve un bateau encastré dans la roche faisant office d'hôtel. Les réceptionnistes leur proposent des chambres à prix exorbitant, qu'ils peuvent réserver en cherchant des trésors de grande valeur dans la baie. Tout le monde finit par trouver une chambre, mais dans la nuit, les réceptionnistes désertent l'île... |                                                  |                                            |                                                         |                       |
| 19 | Séparation X Journal X Inondation                | バラバラ×日誌×水びたし                     | Barabara × Nisshi × Mizubitashi                         | 4 mars 2000           |
| Plusieurs heures passent sans que les réceptionnistes ne reviennent. Après avoir cherché dans le bateau, Kurapika découvre que cette île fait partie de l'épreuve, et que le but de celle-ci est de se rendre sur l'île Zebiru. Des candidats souhaitent partir immédiatement, tandis que les autres, dont le groupe de Gon, s'organise et rassemble des informations sur l'île. Mais au coucher du soleil, une tornade doublée d'un typhon se montre aux candidats et fait dangereusement monter le niveau de l'eau... |                                                  |                                            |                                                         |                       |
| 20 | Vague X Canons X Agitation                       | 大波×大砲×大あわて                         | Ōnami × Taihō × Ōawate                                  | 11 mars 2000          |
| Les candidats restés sur le bateau comprennent qu'ils n'ont que 24 heures avant que la deuxième vague ne sumberge l'entièreté de l'île, et le bateau avec. Ils s'organisent alors afin de remettre le bateau en état et de le déloger de la roche. Léolio, parti chercher des munitions sous l'eau, se retrouve coincé par un éboulement. Gon parvient à le ramener sur le bateau, et tout le monde survit à la deuxième vague. Vingt-quatre participants ont réussi cette épreuve supplémentaire. |                                                  |                                            |                                                         |                       |
| 21 | 4e épreuve X 44 X Nombre de la mort              | 第4次×44×死のナンバー                      | Daiyonji × Yonjūyon × Shi no Nambā                      | 18 mars 2000          |
| [Chapitre 23-24] — La quatrième et avant-dernière épreuve de l'examen démarre : il s'agit d'une chasse à l'homme ayant lieu sur l'île Zebiru, où chaque personne doit récupérer les badges des autres candidats et totaliser six points. Pour cela, les candidats tirent au hasard un nombre correspondant au numéro du candidat duquel ils doivent récupérer le badge. Celui-ci, ainsi que leur propre badge, valent trois points, tandis que tout autre badge récupéré vaut un point. À la suite du tirage, Gon a pour cible Hisoka. Peu après, les candidats débarquent sur l'île et partent un par un se cacher. Gon se met à la recherche de Hisoka et cherche à établir une stratégie lui permettant de récupérer son badge sans risque. |                                                  |                                            |                                                         |                       |
| 22 | Trouvé X Caché X Rejoint                         | 見つけた×かくれた×追いついた               | Mitsuketa × Kakureta × Oitsuita                         | 25 mars 2000          |
| [Chapitre 25-26] — Gon, une fois sa stratégie prête, se met en quête de Hisoka. Léolio se fait duper par Tompa, dont il était la cible, mais est secouru par Kurapika, qui avait pour cible Tonpa. Gon finit par retrouver Hisoka, et assiste à une scène étrange entre lui et un autre candidat, Gitarakuru. Hisoka décide de se mettre en chasse de deux candidats supplémentaires et choisit de viser Kurapika et Léolio. |                                                  |                                            |                                                         |                       |
| 23 | Hisoka X Têtu X Gon                              | ヒソカ×激突×ゴン                           | Hisoka × Gekitotsu × Gon                                | 1er avril 2000        |
| [Chapitre 27-28] — Hisoka récupère un point supplémentaire de la part de Kurapika et Léolio, mais ressort avec des pulsions meurtrières plus grandes que jamais. Il attaque et tue alors un autre candidat, mais se fait dérober son badge par Gon, qui se fait peu après paralyser et dérober son propre badge par Geretta, dont il était la cible. Celui-ci s'échappe, mais se fait tuer à Hisoka, qui rend à Gon ses deux badges. Gon refuse de les accepter. Hisoka le frappe au visage en lui précisant qu'il le tuera uniquement le moment venu, mais le protégera jusque-là, et qu'il récupérera son badge quand Gon sera capable de le frapper de la même manière. |                                                  |                                            |                                                         |                       |
| 24 | Blessure X Rencontre X Fausse joie               | ダメージ×再会×からげんき                   | Damēji × Saikai × Karagenki                             | 15 avril 2000         |
| [Chapitre 29-30] — Kirua est pris en filature par Imori, rejoint peu après par ses frères Umori et Amori. Kirua les neutralise et récupère le badge d'Amori, qui était sa cible. Pendant ce temps, Gon récupère de sa paralysie et se lamente de sa faiblesse. Il choisit alors de laisser ses badges et de ne les récupérer qu'après avoir été utile à ses amis. Il rejoint alors Kurapika et Léolio afin d'aider Léolio à obtenir ses points manquants. En cherchant Ponzu, sa cible, Léolio est pris en embuscade dans une grotte par une horde de serpents et est mortellement touché... |                                                  |                                            |                                                         |                       |
| 25 | Sournois X Morsure X Grotte                      | ニョロ×チク×穴の中                         | Nyoro × Chiku × Ana no Naka                             | 22 avril 2000         |
| [Chapitre 30-32] — Le groupe est coincé dans la grotte avec Ponzu, qui explique que le piège ne peut être retiré car elle a tué son utilisateur. Gon brave le piège et parvient à récupérer l'antidote pour Léolio, et élabore un plan qui permet à tout le monde de sortir de la grotte. Léolio récupère alors le badge de Ponzu et se qualifie juste avant que la quatrième épreuve ne touche à sa fin. |                                                  |                                            |                                                         |                       |
| 26 | Président X Entretien X Test écrit               | 会長×面接×ペーパーテスト                   | Kaichō × Mensetsu × Pēpā Tesuto                         | 6 mai 2000            |
| [Chapitre 32-33 + filler] — A bord du dirigeable, les neuf candidats restants réfléchissent à la dernière épreuve, que Nétéro ne souhaite pas dévoiler. Bodoro pense qu'il s'agira d'un examen écrit, ce qui fait paniquer Léolio et Hanzo qui se mettent à accumuler le plus de connaissances possibles avant l'épreuve finale. Entretemps, Nétéro convoque un à un les candidats et leur pose de mystérieuses questions. Un peu plus tard, sur le lieu de l'épreuve, Nétéro dévoile la nature de celle-ci : Il s'agit d'un tournoi en un-contre-un. |                                                  |                                            |                                                         |                       |
| 27 | Hisoka X Kurapika X L'araignée                   | ヒソカ×クラピカ×蜘蛛の囁き                 | Hisoka × Kurapika × Kumo no Sasayaki                    | 13 mai 2000           |
| [Chapitre 33 + filler] — Nétéro révèle qu'il suffit de faire abandonner son adversaire pour réussir l'examen. Le premier match entre Hisoka et Kurapika commence. Bien qu'aisément mené, Kurapika parvient à porter plusieurs coups à son adversaire. Néanmoins, après avoir chuchoté quelque chose à Kurapika, Hisoka admet sa défaite. Kurapika est alors proclamé Hunter. Un peu plus tard, Kurapika révèle à Léolio que Hisoka lui a révélé des informations à propos de "l'Araignée", qui est le surnom de la Brigade fantôme. |                                                  |                                            |                                                         |                       |
| 28 | Médisances X Excuses X Souffrances               | おしゃべり×ヘリクツ×根くらべ               | Oshayberi × Herikutsu × Konkurabe                       | 20 mai 2000           |
| [Chapitre 33-34] — Le deuxième match entre Hanzo et Gon commence. Hanzo s'adonne à diverses techniques de torture pour forcer Gon à abandonner, mais celui-ci campe fermement sur ses positions. |                                                  |                                            |                                                         |                       |
| 29 | Reçu X Disqualifié X Fin                         | 合格!×失格?×試験終了                       | Gōkaku! × Shikkaku? × Shiken Shūryō                     | 27 mai 2000           |
| [Chapitre 34-35] — Hanzo finit par abandonner le match, mais Gon est insatisfait de cette victoire, ce qui énerve Hanzo qui le rend inconscient. Plus tard, Gon reprend connaissance et se retrouve face à Satotsu, qui le félicite de sa victoire et discute avec lui de son futur en tant que Hunter. Plus tard, il lui indique que l'examen est terminé et lui raconte ce qui s'est passé entretemps. |                                                  |                                            |                                                         |                       |
| 30 | Killua X Abandon X Retour en force               | キルア×リタイア×強制送還                   | Kirua × Ritaia × Kyōsei Sōkan                           | 3 juin 2000           |
| [Chapitre 36-37] — Kirua fait face à son grand frère, Irumi. Celui-ci considère que Kirua ne peut pas devenir Hunter, et menace de tuer Gon après le match si Kirua n'abandonne pas, ce que celui-ci accepte, se considérant inapte à arrêter Irumi. Toutefois, lors d'un match ultérieur, Kirua tue soudainement Bodoro et se voit disqualifié de l'épreuve. Immédiatement, Gon sort de l'infirmerie et se dirige vers Irumi, déterminé à retrouver Kirua. |                                                  |                                            |                                                         |                       |
| 31 | Dénouement X Fête X Lien fatal                   | 解散×パーティ×くされ縁                     | Kaisan × Pāti × Kusare En                               | 10 juin 2000          |
| [Chapitre 37-38] — Gon fait face à Irumi, qui lui révèle que Kirua est reparti chez eux, sur la montagne Kukuru. Une fois la fête célébrant la nomination des nouveaux Hunters terminée, Gon cherche des informations sur son père, mais ne trouve rien. Il décide alors d'aller chercher Kirua, et finit par être rejoint par Kurapika et Léolio. |                                                  |                                            |                                                         |                       |
| 32 | Tourisme X Lieu célèbre X Killua                 | 観光×名所×キルアんち                       | Kankō × Meisho × Kiruanchi                              | 17 juin 2000          |
| [Chapitre 39] — Le groupe arrive en face de la montagne, mais ils ne parviennent pas à ouvrir la porte. Deux chasseurs de tête forcent le gardien à leur donner une clé, mais une fois entrés, ceux-ci sont dévorés par Mike, le chien des Zoldik. Zebulo, le gardien, décide d'aider le groupe à rentrer dans la propriété. |                                                  |                                            |                                                         |                       |
| 33 | Entraînement X Chien X Porte                     | 特訓×猟犬×バタンキュー                     | Tokkun × Ryōken × Batankyū                              | 1er juillet 2000      |
| [Chapitre 39-41] — Après avoir tenté sans succès d'appeler la résidence des majordomes, Zebulo décide d'entraîner le groupe afin qu'ils soient capables d'ouvrir la lourde porte de la Vérification donnant accès au domaine. Vingt jours après, le groupe est capable d'ouvrir la première porte, et avance dans le domaine. |                                                  |                                            |                                                         |                       |
| 34 | Skate-board X Apprentie X Sentiments             | スケボー×見習い×本当の気持ち               | Sukebō × Minarai × Hontō no Kimochi                     | 15 juillet 2000       |
| [Chapitre 41] — Le groupe fait face à Kanaria, une majordome apprentie de la maison, qui a pour mission d'empêcher tout visiteur de passer. Gon ne rechigne pas et se fait continuellement frapper par Kanaria. Plusieurs heures plus tard, Gon tente toujours de forcer son chemin, tandis que celle-ci commence à perdre patience. Grâce à la ténacité de Gon, Kanaria est convaincue de les laisser passer, mais un projectile inconnu la frappe à la tête. |                                                  |                                            |                                                         |                       |
| 35 | Killua X Punition X Réunion familiale            | キルア×おしおき×家族会議                   | Kirua × Oshioki × Kazoku Kaigi                          | 22 juillet 2000       |
| [Chapitre 41-42] — Le groupe fait face à Kikyo, la mère de Kirua, ainsi que Karuto, un enfant de la fratrie Zoldik. Kikyo transmet à Gon un message de Kirua lui disant qu'il ne peut pas les voir pour l'instant. Après avoir récupéré, Kanaria décide de guider le groupe à la résidence des majordomes. Entretemps, Kirua est soumis à la torture de son frère Miruki, jusqu'à ce que le grand-père, Zéno Zoldik, prévienne Kirua que le chef de la famille l'attend. Après une discussion à coeur ouvert avec son père, Silva, celui-ci autorise Kirua à partir à condition qu'il ne trahisse jamais ses amis, tout en sachant intérieurement que Kirua reviendra, car celui-ci est son fils. |                                                  |                                            |                                                         |                       |
| 36 | Monnaie X Retrouvailles X Costume                | コイン×再会×おめしかえ                     | Koin × Saikai × Omeshikae                               | 8 août 2000           |
| [Chapitre 43-44] — En attendant que Kirua arrive, le groupe de Gon est convié à un jeu par Goto, le majordome en chef de la famille. Pendant qu'ils jouent, ils ne voient pas le temps passer et Kirua les rejoint vite, puis part de la résidence avec eux. A l'aéroport, Kurapika révèle que Hisoka sera à Yorkshin City dans 6 mois, et lui et Léolio se séparent de Gon et Kirua, tout en se promettant de se retrouver. |                                                  |                                            |                                                         |                       |
| 37 | Tour céleste X Combats X Entraînement            | 天空×ファイト×武者修行                     | Tenkū × Faito × Mushashugyō                             | 19 août 2000          |
| [Chapitre 44-45] — Gon et Kirua décident de gagner de l'argent en s'entraînant, et s'inscrivent à la Tour du Tournoi Céleste. Ils y font la connaissance de Zushi, un enfant maîtrisant le Kung-Fu, et Wing, son maître. Grâce à l'entraînement de Gon chez Zebulo, ils arrivent tous deux à monter d'un coup au 50e étage. Plus tard, alors que Kirua fait face à Zushi, celui-ci semble capable d'utiliser une technique similaire à celle de Irumi, ce qui intéresse Kirua et Gon. Ils choisissent de viser l'étage final afin d'en apprendre plus sur cette technique. |                                                  |                                            |                                                         |                       |
| 38 | Nen X Nen X Nen ?                                | 燃×念×ネン?                                | Nen × Nen × Nen?                                        | 9 septembre 2000      |
| [Chapitre 46-47] — Gon et Kirua progressent rapidement et finissent par atteindre le 200e étage. Gon propose alors à Kirua d'aller voir Zushi et Wing, son maître, afin qu'ils leur apprennent cette technique, appelée le Nen. Néanmoins Wing ne leur donne pas toutes les informations, et Kirua s'en aperçoit. Plus tard, alors qu'ils cherchent à s'inscrire aux combats du 200e étage, ils se retrouvent face à Hisoka, qui leur barre le passage avec son propre Nen. Si Kirua ne s'inscrit pas à cet étage avant la fin de la journée, il ne pourra plus combattre dans la tour. Wing accepte alors de les entraîner au Nen. |                                                  |                                            |                                                         |                       |
| 39 | Secret X Inscription X Combat                    | 裏ワザ×登録×バトル開始                     | Uchiwaza × Tōroku × Batoru kaishi                       | 16 septembre 2000     |
| [Chapitre 48-50] — Tout en expliquant les mécanismes du Nen, Wing éveille de force l'aura de Gon et Kirua, ce qui leur permet de découvrir le premier principe : le ten, qui leur permet de se protéger contre les attaques de nen. Grâce à cette technique, ils arrivent à passer outre à la barrière de Hisoka, qui accepte de combattre Gon si celui-ci arrive à gagner un match au 200e étage. Nos deux héros sont alors repérés par un groupe de trois utilisateurs de Nen qui cible les nouveaux arrivants, et Gon, impatient de combattre, se retrouve confronté à Guido, un homme incorporant du Nen dans ses toupies afin de les renforcer et les faire bouger. Incapable de prédire ses attaques, Gon se retrouve vite mené et découvre le deuxième principe du Nen, le zetsu. |                                                  |                                            |                                                         |                       |
| 40 | 2 mois X Repos X Nen                             | 二ヶ月×お休み×念には念を                   | Nikkagetsu × Oyasumi × Nen ni wa Nen wo                 | 23 septembre 2000     |
| [Chapitre 51-53] — Gon est gravement blessé à la suite de son combat. Wing lui interdit d'utiliser le Nen pendant les deux mois de sa convalescence, mais l'autorise à s'entraîner mentalement. Hisoka affronte un combattant nommé Kastro, ce dernier ayant réussi à lui tenir tête par le passé. Ailleurs, Kurapika se voit refuser un travail à cause de son incapacité à voir le Nen, et Leolio révise pour ses examens... |                                                  |                                            |                                                         |                       |
| 41 | Pansy Gum X Coup X Vainqueur                     | バンジー×パンチ×一本勝負                   | Banjī × Panchi × Ippanshōbu                             | 30 septembre 2000     |
| [Chapitre 54-57 + 60-62] — Gon et Kirua continuent leur entraînement au Nen en s'exerçant au gyo, une technique appliquée du principe du ren, et finissent par les maîtriser en une nuit. Wing décide alors de leur enseigner le dernier principe, le hatsu, et leur fait découvrir leur type de Nen. Gon est du Renforcement, tandis que Kirua est de la Transformation. Pendant ce temps, Hisoka vainc Kastro et finit par défier Gon après avoir vu ses progrès. Au cours de leur match, bien que complètement dominé par la force d'Hisoka, Gon parvient à le frapper au visage, et lui rend le badge que Hisoka lui avait donné lors de l'examen hunter. |                                                  |                                            |                                                         |                       |
| 42 | L'amour d'Hisoka X Fin du duel X Gon             | ヒソカの愛×決着×ゴンの本気                 | Hisoka no ai × Kecchaku × Gon no Honki                  | 21 octobre 2000       |
| [Chapitre 55-57 + 60 + 62-63] — Hisoka commence à combattre sérieusement et prend le dessus grâce à sa technique de Nen, "Pansy Gum". Gon est incapable de se défendre et encaisse une rafale de coups. Hisoka sort victorieux, et invite Gon à se battre une autre fois, quelque part en dehors de la Tour Céleste, au péril de leurs vies. Plus tard, Hisoka est révélé être un membre de la Brigade Fantôme, portant leur tatouage qu'il peut cependant retirer à sa guise. Il reçoit un message du chef de la brigade par l'intermédiaire de Machi, un autre membre, lui demandant de se rendre à Yorkshin City... |                                                  |                                            |                                                         |                       |
| 43 | Talent X Douleur X Instinct de tueur             | 才能×苦悩×ころしの本能                     | Sainō × Kunō × Koroshi no Honnō                         | 28 octobre 2000       |
| [Chapitre 56-58 + 63 + filler] — Kirua souhaite tester ses propres aptitudes et se bat contre un adversaire nommé Dorado, mais le tue sans faire exprès. Perdu, il se confie à Wing en lui disant qu'il se pense indigne d'être son apprenti, mais Wing le rassure et lui répond qu'il n'est contraint par personne de choisir la façon dont il vit, et qu'il le gardera comme apprenti autant qu'il le souhaite. Pendant ce temps, Sadaso, Guido et Riehlvelt prennent Zushi en otage et forcent Kirua à avoir des matches avec eux. Cependant, ils procèdent au même chantage avec Gon en cachette. Kirua l'apprend plus tard et, furieux, menace Sadaso juste avant leur combat, et le force à déclarer forfait. Celui-ci prévient ses camarades de rester prudents avant de fuir la Tour Céleste, et leur dit que Kirua avait les yeux de quelqu'un qui a vécu dans les ténèbres.                                                                     |                                                  |                                            |                                                         |                       |
| 44 | Trancher X Ordre X Fin de l'examen!?             | 雑魚×おかたずけ×試験終了!?                 | Zako × Okatazuke × Shiken Shūryō!?                      | 4 novembre 2000       |
| [Chapitre 57-60 + 63] — Gon fait face à Guido et le bat sans problème en détruisant son support, ce qui force ce dernier à déclarer forfait pour son match suivant contre Kirua. Celui-ci fait ensuite face à Riehlvelt qui utilise ses différentes techniques les unes après les autres dont des fouets électriques, mais Kirua le met KO en retournant cette technique contre lui. Riehlvelt fait ensuite face à Gon qui le bat encore plus facilement. À la suite de cela, Gon et Kirua ayant maîtrisé le hatsu à la perfection, Wing les convoque pour les féliciter et prévient Gon que celui-ci a réussi l'examen Hunter caché, qui consistait en l'apprentissage du Nen. Il encourage également Kirua à repasser l'examen de base. Après avoir dit au revoir à Wing et Zushi, Gon quitte la Tour Céleste pour rentrer à l'île de la baleine, accompagné de Kirua.                                                                                  |                                                  |                                            |                                                         |                       |
| 45 | Restriction X Serment X Chaînes                  | 制約×誓約×戒めの鎖                         | Seiyaku × Seiyaku × Imashime no Kusari                  | 11 novembre 2000      |
| [Chapitre 67 + 83 + filler] — Kurapika prend un train pour se rendre sur les lieux de son premier travail en tant que Hunter. A bord, il rencontre une personne sensible aux sons et à la musique. Celle-ci utilise ses facultés et le prévient que des assassins sont à bord pour attenter à sa vie. Kurapika la remercie et repousse les assassins qui battent en retraite. Ils se séparent une fois le voyage terminé. Au cours du voyage, Kurapika se remémore de son apprentissage du Nen. Découvrant qu'il est de la Matérialisation, il s'entraîne à matérialiser des chaînes avec son aura, et à la suite des enseignements de son maître, décide de renforcer sa puissance en proclamant un serment : Il utilisera cette chaîne uniquement contre les "araignées", les membres de la Brigade Fantôme, en mettant sa propre vie en jeu. |                                                  |                                            |                                                         |                       |
| 46 | Retour X Bienvenue X Killua                      | ただいま×おかえり×ぼくキルア               | Tadaima × Okaeri × Boku Kirua                           | 18 novembre 2000      |
| [Chapitre 64 + filler] — Gon et Kirua sont arrivés à l'île Baleine. Gon rentre enfin chez lui et présente Kirua à sa famille, et lui fait visiter son île. La nuit tombée, en regardant les étoiles, les deux enfants décident de partir en voyage ensemble, Gon pour retrouver son père, et Kirua pour trouver ce qu'il souhaite faire. Cependant, ils sont interrompus par des braconniers qui ont blessé à mort le nourrisson d'une bête sauvage. Gon et Kirua les mettent en fuite et rapportent le nourrisson à la maison, mais Gon souhaite le sauver tandis que Kirua veut l'euthanasier. Après s'être longuement disputés, ils décident de réveiller son Nen pour qu'il puissent se régénérer lui-même. |                                                  |                                            |                                                         |                       |
| 47 | Père X Top secret X Déclaration                  | 父×マル秘×告白                             | Chichi × Maruhi × Kokuhaku                              | 25 novembre 2000      |
| [Chapitre 64-66] — Alors que Gon et Kirua essaient de réparer une antenne et un ordinateur pour mettre en place une connexion à Internet, Mito décide de parler à Gon de son père, Ging. Elle lui donne une boîte en métal que Gin lui a laissée au cas où Gon deviendrait un Hunter. Peu après, Gon et Kirua ouvrent la boîte en lui injectant du Nen. Celle-ci contient un anneau, une cassette audio et une carte mémoire. Lorsqu'ils écoutent la cassette audio, ils entendent la voix de Ging, qui défie son fils de le trouver s'il tient vraiment à le voir. |                                                  |                                            |                                                         |                       |
| 48 | Kurapika X Yeux noirs X Travail                  | クラピカ×黒い眼×最初の仕事                 | Kurapika × Kuroi Me × Saisho no Shigoto                 | 2 décembre 2000       |
| [Chapitre 66-69] — Alors que Gon et Kirua écoutent la cassette laissée par Ging, le Nen laissé par ce dernier s'active de façon automatique et rembobine puis efface l'entièreté de l'enregistrement. Déçus, les deux enfants se penchent alors sur la carte mémoire et découvrent qu'elle provient de la console JoyStation, et décident d'en commander une afin de découvrir son contenu. Pendant ce temps, Kurapika rejoint la résidence Nostrade afin d'être embauché comme garde du corps, car ceux-ci semblent liés aux yeux du Clan Kuruta. Une fois arrivé, il retrouve Senritsu, qu'il avait rencontrée dans le train auparavant, et ceux-ci sont évalués avec d'autres candidats par Darzolne. Peu après l'entrevue, ils sont attaqués par plusieurs individus vêtus de noir. |                                                  |                                            |                                                         |                       |
| 49 | Battement du cœur X Kurapika X Chasse            | 心音×クラピカ×ダウジング                   | Shinon × Kurapika × Daujingu                            | 9 décembre 2000       |
| [Chapitre 67-69] — Kurapika finit par comprendre que les individus qui les attaquent sont des entités créées via un Nen de l'Emission, et démasque celui qui les contrôle, un infiltré nommé Tocino. Senritsu, Veze et Bashou, d'autres candidats, usent ensuite de leurs techniques de Nen pour confondre un autre infiltré, Squala, et tous parviennent à s'échapper du manoir. Sur l'île Baleine, Gon et Kirua découvrent que le jeu contenu dans la carte mémoire se nomme Greed Island, qui est un jeu réservé aux Hunters, mais la cartouche est rare et son prix d'acquisition à 5,8 milliards de zenis. Après divers essais pour trouver des informations sur le jeu, Kirua demande conseil à son frère, Miruki, qui le redirige vers le site internet officiel des Hunters ainsi que les enchères de Yorkshin, où il semble que plusieurs cartouches seront mises à la vente.                                                                    |                                                  |                                            |                                                         |                       |
| 50 | Killua X Faire fortune X Site Hunter             | キルア×一攫千金×狩人の酒場(ハンターサイト) | Kirua × Ikkaku Senkin × Karyudo no Sakaba (Hantā Saito) | 16 décembre 2000      |
| [Chapitre 70 + 72] — Après avoir fait leurs adieux à Mito et quitté l'île Baleine, Gon et Kirua se rendent à Yorkshin et accèdent au site officiel des Hunters, où ils apprennent que Greed Island est un jeu réalisé avec le Nen qui aspire les joueurs dans le jeu, et qu'une fois démarré, celui-ci s'arrête uniquement si le joueur meurt. Afin d'amasser suffisamment d'argent pour participer à l'enchère des cartouches, ils s'adonnent à la revente d'objets rares, mais leur budget sombre rapidement de 800 millions à 10 millions de zenis. Ailleurs, Miruki, faisant chou blanc sur l'analyse du jeu, décide également de se rendre à Yorkshin. Enfin, Kurapika et ses collègues prennent connaissance de leur mission et sont présentés à leur nouveau boss, la jeune Néon Nostrade. |                                                  |                                            |                                                         |                       |
| 51 | Araignée X York Shin X Tous réunis               | クモ×ヨークシン×全員集合                   | Kumo x Yōkushin x Zenin Shūgō                           | 23 décembre 2000      |
| [Chapitre 71-72] — Sur le chemin de Yorkshin, Néon réalise des prédictions pour des amis de son père à l'aide de sa technique de Nen, mais celles-ci s'avèrent être des mises en garde leur disant qu'ils trouveront la mort à la salle des enchères. Darzolne décide d'envoyer les gardes du corps là-bas acquérir ce que Néon souhaite. Ailleurs, la Brigade Fantôme, dont Feitan, Machi, Franklin et Nobunaga, se rassemble et prévoit de voler tous les lots des enchères. Gon et Kirua sont rejoints par Léorio, qui dit avoir maîtrisé le Nen, et tous trois mettent en place une enchère où la foule peut payer pour tenter de gagner un diamant au bras de fer. Gon enchaîne les victoires, bien qu'ayant eu des difficultés contre Shizuku, une autre membre de la brigade. |                                                  |                                            |                                                         |                       |
| 52 | Argent sale X Destruction X Mitraillette         | 地下競売(アングラ)×全滅×マシンガン         | Chika Kyōbai (Angura) × Zenmetsu × Mashingan            | 13 janvier 2001       |
| [Chapitre 73-74] — Kurapika et Senritsu se confient l'un à l'autre sur leurs objectifs et les motivations qui les animent. Pendant ce temps, l'Araignée s'infiltre dans la salle d'enchères et Franklin abat tous les participants avec des balles de Nen, puis Shizuku se débarrasse des corps et de ce qu'ils possèdent avec son aspirateur. Cependant, ils remarquent que le coffre était vide et apprennent que son contenu a été transféré ailleurs par un membre de l'Injyuu, la garde d'élite des parrains de la pègre. |                                                  |                                            |                                                         |                       |
| 53 | Ryodan X Injiyu X Communauté                     | 旅団×陰獣×コミュニティ                     | Ryodan × Injū × Komyuniti                               | 20 janvier 2001       |
| [Chapitre 75-77] — La pègre localise et confronte la Brigade, mais celle-ci n'envoie qu'un seul membre, Uvogin, du Nen du renforcement. Celui-ci les massacre tous sans aucune difficulté, jusqu'à ce que Kurapika et ses collègues, ainsi que quatre Injyuu arrivent. Ces derniers confrontent Uvogin et l'un d'entre eux parvient à infecter son corps avec des larves, mais Uvogin les tue les uns après les autres. Kurapika, malgré les réticences de ses collègues, choisit de le capturer et l'enchaîne de loin. |                                                  |                                            |                                                         |                       |
| 54 | Hisoka X Alliance X Chasse à l'Araignée          | ヒソカ×同盟×クモ退治                       | Hisoka × Dōmei × Kumo Taiji                             | 27 janvier 2001       |
| [Chapitre 76-79] — Gon et Kirua s'aperçoivent que Léolio ne connaît que le 'Ten'. Pendant ce temps, le groupe de Kurapika s'enfuit mais est poursuivi par la Brigade, qui sont alors freinés par les Injyuu. Une fois à l'hôtel, Darzolne interroge Uvogin, qui répond que la Brigade n'a pas volé quoi que ce soit, et Kurapika s'éclipse pour aller rencontrer Hisoka, qui lui révèle plusieurs informations sur la brigade et lui propose une alliance de circonstance. Darzolne, laissé seul pour surveiller Uvogin le temps que la pègre le récupère, se fait tuer par des membres de la Brigade, qui libèrent leur camarade. Uvogin déclare alors vouloir se venger de Kurapika, qu'il nomme "Le salaud à la chaîne"... |                                                  |                                            |                                                         |                       |
| 55 | Uvo X Kurapika X Mélodie de la volonté           | ウボォー×クラピカ×覚悟の旋律               | Ubō × Kurapika × Kakugo no Senritsu                     | 3 février 2001        |
| [Chapitre 79-80] — Kurapika contacte Light Nostrade, le véritable boss et père de Néon, qui le place à la tête des gardes du corps. Il choisit par sécurité de transférer Néon dans une autre chambre et de rester derrière. Grâce au site des Hunters et à Shalnark, Uvogin repère la cachette des gardes du corps, et se retrouve face-à-face avec Kurapika. De leur côté, Gon, Kirua et Léolio font la promotion de leur force avec le bras de fer, et sont invités à une enchère clandestine, où ils apprennent que la tête de sept membres de la Brigade est mise à prix pour 2 milliards de zenis chacun. Ils choisissent d'en informer Kurapika... |                                                  |                                            |                                                         |                       |
| 56 | Yeux écarlates X Combat décisif X Prix de la vie | 緋の眼×決闘×命の代償                       | Hi no Me × Kettō × Inochi no Daishō                     | 10 février 2001       |
| [Chapitre 80-85] — Kurapika combat Uvogin, et parvient à prendre le dessus grâce à la technique du serment et à ses yeux écarlates, qui lui confèrent un Nen de la Spécialisation une fois activés. Cependant, il finit par tuer Uvogin sans pouvoir lui soutirer d'informations supplémentaires. De leur côté, le groupe de Gon se met à la recherche des membres de la Brigade, mais se trouve dans une impasse. Gon tente alors le tout pour le tout et met en gage sa licence de Hunter pour 100 millions de zenis. |                                                  |                                            |                                                         |                       |
| 57 | Gon X Trésor X Homme dangereux                   | ゴン×お宝×危うい男                         | Gon × Otakara × Ayaui Otoko                             | 17 février 2001       |
| [Chapitre 85-89] — Avec les 100 millions récupérés, Léolio propose à Gon d'acheter le catalogue de l'enchère où les cartouches de Greed Island seront mises en vente. Ils se dirigent ensuite vers le marché aux puces et trouvent des objets de grande valeur en détectant l'aura qui y a été placée inconsciemment. Gon et Kirua sympathisent avec un homme nommé Zepile, un vendeur professionnel et apprennent plusieurs méthodes d'arnaque, lorsque Léolio les informe que deux membres de la Brigade ont été aperçus en ville. |                                                  |                                            |                                                         |                       |
| 58 | Gon X Killua X Encore des risques                | ゴン×キルア×命がけの尾行                   | Gon × Kirua × Inochi ga ke no Bikō                      | 24 février 2001       |
| [Chapitre 89-90] — À la suite des événements, le père de Néon choisit de quitter Yorkshin avec sa fille et informe les gardes du corps que la pègre a envoyé plusieurs assassins à l'assaut de la Brigade à la suite de la mort des Injyuu. Il ordonne à Kurapika de rejoindre ces assassins. Ailleurs, Léolio rejoint Zepile tandis que Gon et Kirua prennent Nobunaga et Machi en filature sans se faire remarquer, mais eux-mêmes sont piégés par d'autres membres de la Brigade qui les ont suivis. |                                                  |                                            |                                                         |                       |
| 59 | Le nid de l'Araignée X Capture X Massacre        | 蜘蛛の巣×とらわれ×殺し技                   | Kumo no Su × Toraware × Koroshi Waza                    | 3 mars 2001           |
| [Chapitre 90-93] — Gon et Kirua sont interrogés à propos du "type à la chaîne", mais ne réalisent qu'après coup qu'il s'agit de Kurapika. Au cours de la discussion, Nobunaga commence à apprécier Gon au point de lui demander de rejoindre la Brigade, mais celui-ci refuse. Les autres membres décident alors d'enquêter sur le personnel de la famille Nostrade afin de retrouver le type à la chaîne, pendant que Nobunaga surveille Gon et Kirua jusqu'au retour du chef, mais ceux-ci parviennent à s'évader en se souvenant des méthodes d'arnaques enseignées par Zepile. |                                                  |                                            |                                                         |                       |
| 60 | Kurapika X Groupe d'assassins X Zoaldyeck        | クラピカ×暗殺団×ゾルディック               | Kurapika × Ansatsudan × Zorudikku                       | 10 mars 2001          |
| [Chapitre 93-96] — Gon et Kirua finissent par semer Nobunaga. Kirua informe Gon que le "type à la chaîne" est en fait Kurapika, et ils décident d'aller à sa rencontre pour lui demander des conseils afin de renforcer leur Nen. Pendant ce temps, Kurapika, ainsi que d'autres assassins dont Silva et Zéno Zoldik, sont engagés par la pègre afin d'éliminer la brigade. Plus tard, Kurapika et Light Nostrade se hâtent vers la salle des enchères à la suite d'un appel de Senritsu et Basho, qui les préviennent que Néon les a semés lors d'une virée shopping. Celle-ci a réussi à passer la sécurité du bâtiment grâce à Kuroro Lucilfur, le chef de la brigade. Après avoir sympathisé, celui-ci lui pose des questions sur son pouvoir de divination, puis demande à connaître son futur. Une fois en public, il fait alors discrètement perdre connaissance à Néon.                                                                           |                                                  |                                            |                                                         |                       |
| 61 | Réunion de l'Araignée X Famille X Dernier combat | クモ集結×ゾル家×最終決戦の時               | Kumo Shūketsu × Zoru ke × Saishū Kessen no Toki         | 17 mars 2001          |
| [Chapitre 96-98] — Un docteur est dépêché pour soigner Néon. Des assassins tentent de tuer Chrollo, mais ne font pas le poids. Celui-ci a ordonné au reste de la Brigade de se diriger vers la salle des enchères en supprimant les membres de la pègre tout en se déchaînant le plus possible. Les boss de la pègre s'impatientent, mais sont calmés par Silva et Zeno, qui se mettent à traquer Chrollo et l'embusquent au sous-sol du bâtiment. Pendant ce temps, Gon finit par réussir à contacter Kurapika et lui propose leur aide, mais Kurapika refuse sous prétexte des dangers que cela implique. |                                                  |                                            |                                                         |                       |
| 62 | Kurapika X Compagnons X Fin de l'Araignée        | クラピカ×仲間×クモの最期                   | Kurapika × Nakama × Kumo no Saigo                       | 31 mars 2001          |
| [Chapitre 98-102] — Silva et Zeno livrent un combat acharné contre Chrollo, arrêtés de justesse après avoir reçu un appel de Irumi : celui-ci a éliminé les parrains de la pègre, qui avaient mis une prime pour l'élimination de la brigade. Leurs clients morts, Silva et Zeno laissent Chrollo libre. Pendant ce temps, la pègre reçoit un faux message des parrains annonçant que la brigade a été vaincue, leurs corps apparaissant aux alentours et que l'enchère peut reprendre. Les autres membres prennent le contrôle de l'enchère et mettent des copies des vraies objets à la vente. Kurapika se rend sur place au moment où le dernier objet, une paire d'yeux du clan Kuruta, est mise en vente, et réussit avec difficulté à mettre la main dessus. Après une nuit de réflexion sur la situation, il va retrouver Gon, Kirua et Léorio. Cependant, Hisoka lui envoie un message lui indiquant que les cadavres retrouvés sont des leurres. |                                                  |                                            |                                                         |                       |

## Liste des épisodes de l'arc Brigade fantôme
| No | Titre français                                 | Titre japonais             | Titre japonais                          | Date de 1re diffusion |
| No | Titre français                                 | Kanji                      | Rōmaji                                  | Date de 1re diffusion |
| --- | ---------------------------------------------- | -------------------------- | --------------------------------------- | --------------------- |
| 63 | Brigade Fantôme X Cadavres X Trucage           | 蜘蛛×死体×フェイク         | Kumo × Shitai × Feiku                   | 17 janvier 2002       |
| [Chapitre 102-107] — Gon confie à Kirua qu'il a un plan à moitié sûr pour pouvoir participer à l'enchère où les cartouches de Greed Island seront mises à la vente. Entretemps, Kurapika, ayant expliqué le serment et la condition aux autres, reçoit le message de Hisoka et apprend de Senritsu que la mafia a cessé les poursuites contre la Brigade, car ceux-ci viennent du village de l'étoile filante. Il décide d'accepter l'aide de Gon, Kirua et Léolio et tous choisissent de neutraliser Pakunoda, une membre de la brigade capable de lire les souvenirs des gens en les touchant. Ailleurs, après avoir volé les objets de l'enchère, Kuroro prédit l'avenir des membres de la brigade avec la faculté qu'il a volée à Néon, et toutes les prédictions convergent vers la même chose : la moitié des membres de la brigade mourront, qu'ils restent où qu'ils partent de Yorkshin City. De plus, celle de Hisoka révèle aux autres membres qu'il était en contact avec le type à la chaîne. Nobunaga tente de l'attaquer mais est stoppé net par Chrollo, qui soupçonne Hisoka d'être à la merci de Kurapika, et ordonne aux membres de rester. |                                                |                            |                                         |                       |
| 64 | Compagnons X Déguisement X Ouïe fine           | 仲間×変装×地獄耳           | Hakama × Hensō × Jigoku Mimi            | 17 janvier 2002       |
| [Chapitre 106 + 108-109] — Kurapika révèle à Gon d'autres informations sur sa technique, mais choisit de ne pas restreindre Gon avec un serment identique au sien. Une fois en action, Kirua tombe sur des dizaines de leurres de la cachette de la brigade. Kurapika choisit alors d'inclure Senritsu dans le plan afin qu'elle localise précisément les membres de la Brigade. Entretemps, ceux-ci décident de rechercher le type à la chaîne, et réalisent qu'il est lié aux yeux écarlates et à la famille Nostrade ; par conséquent, il a dû acheter la copie des yeux crée par Korutopi. Celles-ci fonctionnant comme substitut de son En, Korutopi finit par localiser les faux yeux, sous la surveillance de Scuwala. Kuroro, accompagné d'autres membres, se met en route. |                                                |                            |                                         |                       |
| 65 | Poursuite X Fuite X La course de la Brigade    | 追跡×逃亡×走り出した蜘蛛   | Tsuiseki × Tōbō × Hashiridashita Kumo   | 20 février 2002       |
| [Chapitre 110-111 + filler] — Kirua et Senritsu prennent la Brigade en filature, et s'aperçoivent que celle-ci se dirige vers l'hôtel où les gardes du corps de Néon sont stationnés. Kurapika prévient Scuwala, qui décide d'abandonner la chambre en emportant les faux yeux avec lui. Gon et Kurapika faussent compagnie à Léolio et poursuivent la brigade à pied, qui s'en aperçoit et décide de se séparer. Nobunaga, Pakunoda et Korutopi poursuivent Scuwala tandis que Kuroro, Machi et Shizuku s'arrêtent pour faire face à Gon et Kurapika. Ceux-ci parviennent à se cacher in-extremis, et Kurapika se prépare à l'éventualité d'un combat. |                                                |                            |                                         |                       |
| 66 | Otages X Êtres inutiles X Pensées cachées      | 人質×虫けら×伝わった思い   | Hitojichi × Mushikera × Tsutawatta Omoi | 20 février 2002       |
| [Chapitre 111-112 + filler] — Scuwala continue de prendre la fuite, mais est vite rattrapé par le groupe de Nobunaga. Pakunoda lit ses souvenirs tout en le questionnant sur le type à la chaîne, puis Nobunaga finit par le tuer. Pakunoda transfère alors ses souvenirs à Nobunaga et Korutopi, contacte Kuroro et tous les trois se dirigent vers l'hôtel. Entretemps, Gon se montre au groupe de Kuroro, suivi de Kirua, et ceux-ci sont capturés et emmenés à l'hôtel où stationnait Scuwala. Ils réalisent alors que le hall de l'hôtel leur permet de passer à l'action, mais qu'ils doivent se coordonner pour le moment à agir. Kirua demande un signal à Senritsu, et Léolio leur donne subtilement des instructions en faisant mine de faire un scandale. |                                                |                            |                                         |                       |
| 67 | Signal X Obscurité X Changement de chaînes     | 時報×暗闇×放たれた鎖       | Jihō × Kurayami × Hanatareta Kusari     | 20 mars 2002          |
| [Chapitre 113-114] — Nobunaga, Pakunoda et Korutopi rejoignent le groupe de Kuroro à l'hôtel. Kuroro demande à Pakunoda d'interroger Gon et Kirua, qui décident de gagner du temps jusqu'au signal. Survient alors une coupure électrique, pendant laquelle Gon et Kirua tentent de s'échapper sans succès. Les membres de la Brigade s'aperçoivent alors que Chrollo a été enlevé. Ils reçoivent alors un message, adressé à Pakunoda, qui la menace de tuer Kuroro si elle révèle les souvenirs de Gon et Kirua. Pakunoda se remémore alors sa propre prophétie, qui lui révèle qu'elle sera contrainte à faire un choix avant de mourir, entre la fierté et la trahison. Elle se remémore les mots de Kuroro lors de la fondation de la Brigade, qui disent de privilégier "l'Araignée" à l'individu, et s'interroge sur la décision à prendre. |                                                |                            |                                         |                       |
| 68 | Provocation X Division X Poing levé            | 挑発×分裂×振り上げた拳     | Chōhatsu × Bunretsu × Furiageta Kobushi | 20 mars 2002          |
| [Chapitre 114-116] — Phinks, Feitan et Shalnark rejoignent les autres membres à l'hôtel, et tous se disputent pour décider s'ils doivent poursuivre Kuroro ou non. Celui-ci est restreint par la chaîne de Kurapika, qui s'éloigne de l'hôtel avec Léolio et Senritsu. Kurapika tente d'interroger ce dernier, mais perd vite patience face aux provocations de Kuroro et se met à le frapper, jusqu'à ce que Léolio le retienne de force. Après s'être calmé, Kurapika contacte les membres de la brigade, et ordonne à Pakunoda de se rendre seule à l'aéroport, tandis que tous les autres membres de la brigade doivent retourner à leur cachette, sans quoi Kuroro mourra. Pakunoda part immédiatement de l'hôtel, tandis que Phinks et Nobunaga se disputent à nouveau afin de savoir si Pakunoda doit être accompagnée ou non. Un nouvel appel de Kurapika, les informant qu'il peut déterminer s'ils mentent, les met tous d'accord et les sept membres de la brigade retournent à la cachette. Une fois prévenu des événements, Hisoka, mû par son désir de combattre Kuroro, n'apprécie pas d'être coincé à la cachette et demande à Irumi de l'aider. |                                                |                            |                                         |                       |
| 69 | Négociations X Vengeance X Judgement Chain     | 交渉×復讐×律する鎖         | Kōshō × Fukushū × Rissuru Kusari        | 17 avril 2002         |
| [Chapitre 116-118 + 120] — Une fois à l'aéroport, Kurapika dévoile les conditions de l'échange pour Kuroro et Pakunoda : Kuroro est défendu d'utiliser son Nen et de contacter les autres membres de la Brigade, tandis que Pakunoda doit retourner à la cachette, relâcher Gon et Kirua avant minuit, et est défendue de révéler toute information à propos de Kurapika. Kuroro souhaite que Pakunoda réalise que Kurapika ne laissera pas ses amis tomber, mais Pakunoda accepte afin de laisser à Kuroro la vie sauve et retourne immédiatement à la cachette. Peu après, ayant raconté le déroulement des négociations, Phinks et Feitan manifestent leur désaccord et soupçonnent les membres présents à l'hôtel lors de l'enlèvement d'être manipulés par Kurapika. Alors que Machi et Korutopi semblent prêts à en venir aux mains avec eux pour que Pakunoda puisse agir comme elle l'entend, une remise en perspective de la situation par Franklin met tous les membres d'accord pour la laisser procéder à l'échange. Sur le chemin, Pakunoda questionne les deux enfants sur leur amitié avec Kurapika et leur demande pourquoi ils ne s'échappent pas pour aider ce dernier alors qu'ils le peuvent. Ceux-ci lui répondent que c'est justement parce qu'ils sont amis qu'ils préfèrent régler l'histoire par un échange plutôt que de forcer Kurapika à tuer quelqu'un. Une fois arrivés à l'aéroport, tous trois se préparent à monter dans un dirigeable, mais une ombre inconnue approche. |                                                |                            |                                         |                       |
| 70 | Pensées X Nen interrompu X Araignée désagrégée | 想い×断念×引き裂かれたクモ | Omoi × Dannen × Hikisakareta Kumo       | 17 avril 2002         |
| [Chapitre 118-119] — L'ombre de l'aéroport s'avère être Hisoka, qui a demandé à Irumi de prendre sa place à la cachette afin de pouvoir s'éclipser. Il exige de pouvoir lui aussi monter à bord du dirigeable, afin de pouvoir combattre Kuroro. Tout le monde procède à l'échange sans souci et Gon, Kirua, Kurapika, Léolio et Senritsu s'en vont. Une fois à bord d'un autre dirigeable, Gon tente de persuader Kurapika qu'il n'y a plus de raison de combattre l'Araignée, mais ce dernier maintient qu'il continuera à haïr les membres de la Brigade, avant de s'évanouir de fatigue. Entretemps, Hisoka décide d'enfin révéler ses véritables intentions et de quitter la Brigade afin de combattre Kuroro, mais ce dernier, comprenant que parler à Hisoka ne brisera alors pas le serment, l'informe qu'il lui est impossible d'utiliser son Nen à cause de la chaîne de Kurapika. Hisoka, dubitatif au début, parvient à confirmer ses dires et finit par partir de son propre côté, désintéressé de Kuroro et informant Pakunoda que sa propre prophétie, différente de celle qu'il a montrée à la cachette, s'est déjà révélée caduque. De retour à la cachette, Pakunoda explique aux membres la situation actuelle de Kuroro, puis finit alors par briser le serment en transférant ses propres souvenirs aux membres fondateurs de la Brigade. Elle décède alors des suites de ses actions, satisfaite.                                                                                    |                                                |                            |                                         |                       |

## Liste des épisodes de l'arc Greed Island
| No | Titre français                                    | Titre japonais           | Titre japonais                   | Date de 1re diffusion |
| No | Titre français                                    | Kanji                    | Rōmaji                           | Date de 1re diffusion |
| --- | ------------------------------------------------- | ------------------------ | -------------------------------- | --------------------- |
| 71 | Les enchères X Un plan X Taux de réussite, 80 %   | 競売×作戦×80パーセント   | Kyōbai × Sakusen × 80 Pāsento    | 5 février 2003        |
| [Chapitre 120-122] — Sous la surveillance de Léolio, Zepile et Senritsu, Kurapika souffre d'une fièvre et d'intenses délires. Après avoir repris ses esprits, il explique aux autres que le Nen peut se renforcer après la mort de son utilisateur, et que pour cette raison, la Brigade n'ira pas à sa poursuite. Pendant ce temps, Gon explique son plan à Kirua : Au lieu d'acheter directement le jeu, il pense se faire engager par Battera, un multi-billionaire qui achète toutes les copies de Greed Island disponibles afin de les faire compléter par des Hunters. Kirua, convaincu que ce plan a de grandes chances de réussir, accompagne Gon à la salle des enchères où ils tombent sur Phinks et Feitan, qui leur expliquent la même chose que ce que Kurapika a dit plus tôt, mais se gardent de leur dire qu'ils recherchent un effaceur de Nen pour supprimer la chaîne emprisonnant Kuroro. Dans ce but, l'ensemble des membres de la Brigade pense trouver avec facilité ce genre d'utilisateur au sein de Greed Island. Au cours du premier jour de l'enchère, Battera acquiert l'unique cartouche disponible, mais lors du transport, Phinks et Feitan tuent les gardes du corps et la dérobent. Gon et Kirua approchent Battera et lui parlent de la carte mémoire et de l'anneau trouvé, ce qui convainc ce dernier de leur faire passer un test pour voir s'ils sont suffisamment forts pour participer au jeu. Tsezguerra, le partenaire de Battera, les met à l'épreuve, mais finit par les rejeter. |                                                   |                          |                                  |                       |
| 72 | Électricité X Aura X Technique spéciale           | 電気×オーラ×必殺技       | Denki × Ōra × Hissatsuwaza       | 5 février 2003        |
| [Chapitre 122-124] — Gon et Kirua sont rejetés par Tsezguerra, mais apprennent que dans quatre jours, Battera prévoit d'organiser un test afin de recruter des joueurs qualifiés pour jouer au jeu, après avoir obtenu toutes les copies. Les deux enfants décident alors de polir leur Nen et d'enfin développer leur propre technique de Hatsu. Bien que Kirua ait déjà une idée sur sa propre technique, Gon a du mal à en imaginer une et demande conseil à Wing afin de pouvoir passer l'examen. Entretemps, Kurapika a considérablement récupéré, et décide de se focaliser sur la récupération des yeux de son clan. Lui et Senritsu quittent Yorkshin City à la suite de Néon et font leurs adieux à Léolio, qui demande à cette dernière de veiller sur Kurapika. A la cachette de l'Araignée, Phinks et Feitan démarrent une partie et se téléportent au sein du jeu. Deux jours plus tard, Battera continue d'empocher les copies du jeu mises aux enchères, laissant Miruki désemparé, qui décide d'abandonner et de rentrer chez lui. Zepile a réussi à ramener le compte bancaire de Gon à 100 millions, qui peut désormais récupérer à nouveau sa licence Hunter. |                                                   |                          |                                  |                       |
| 73 | Ren X Le recrutement X Première étape             | 練×試練×それぞれの一歩   | Ren × Shiren × Sorezore no Ippo  | 5 mars 2003           |
| [Chapitre 125-126 + 128] — Gon et Kirua réussissent à passer le test de Tsezguerra avec 19 autres personnes. Ils apprennent qu'il est possible de ramener des objets du jeu dans le monde réel et soupçonnent ceci d'être le véritable objectif de Battera. Pendant ce temps, Shalnark propose à Korutopi et Shizuku d'explorer le jeu avec lui, et ces deux derniers acceptent. Un peu plus tard, ils font tous deux leurs adieux à Léolio et quittent Yorkshin City pour le manoir de Battera, où ils apprennent que Greed Island fonctionne comme un jeu en ligne, et que tous les joueurs seront téléportés au même endroit. Gon démarre sa partie en premier avec la carte mémoire obtenue de son père. |                                                   |                          |                                  |                       |
| 74 | Le début X Sort X La ville des défis              | スタート×呪文×懸賞の街   | Sutāto × Jumon × Kenshō no machi | 5 mars 2003           |
| [Chapitre 127-129] — Au sein du jeu, Gon reçoit un message de Ging lui disant simplement de découvrir le jeu et de s'amuser. Le but du jeu est de rassembler 100 cartes obligatoires et de les garder dans un livre spécial que le joueur peut invoquer à sa guise. Une fois les règles expliquées et après être sorti de la zone de départ avec Kirua, ils sont attaqués par un autre joueur, qui utilise un sort du jeu pour traquer Kirua et s'enfuit immédiatement. Un peu plus tard, ils atteignent la ville d'Ankitoba et apprennent qu'un tournoi de Shifumi sera organisé dans les prochains jours avec un prix à la clé. Ils décident entretemps de récupérer le plus d'objets précieux possibles, et se familiarisent avec le fonctionnement du jeu. Cependant, ils entendent une explosion non-loin et découvrent le cadavre d'un des nouveaux joueurs engagés par Battera. Un homme les approche alors et leur dit que c'est l'oeuvre d'autres joueurs ayant utilisé leur Nen, afin d'avoir plus de chance de récolter les cartes rares. Il leur propose alors de rejoindre son groupe, affirmant avoir une méthode infaillible pour terminer le jeu. |                                                   |                          |                                  |                       |
| 75 | Recrutement X La liste X Coup de poing            | 勧誘×リスト×最初はグー!  | Kanyū × Risuto × Saisho wa Gū!   | 19 mars 2003          |
| [Chapitre 130-132] — Shalnark, Shizuku et Korutopi arrivent à Rubicuta et commencent à rassembler des informations sur le jeu. Gon et Kirua sont rassemblés avec les autres candidats par des joueurs vétérans, qui leur expliquent que l'explosion est l'oeuvre d'un joueur appelé "Bomber". Ils exposent aux nouveaux joueurs leur plan pour monopoliser les cartes de sorts et leur proposent de les rejoindre, mais Gon refuse et s'en va. Quelques jours plus tard, tous deux participent au tournoi de Shifumi et récupèrent une carte requise à la complétion du jeu. Les nouveaux entrants de l'alliance sont guidés jusqu'à leur base et commencent leurs préparations pour monopoliser l'ensemble des cartes sorts. |                                                   |                          |                                  |                       |
| 76 | Voleur X Volés X La carte de l'Enfer              | 奪る×奪られる×カード地獄 | Toru × Torareru × Kādo Jigoku    | 19 mars 2003          |
| [Chapitre 133-134] — Après avoir volé quelques cartes et fait quelques tests avec les techniques de Shizuku et Korutopi, Shalnark découvre que la récompense est de pouvoir choisir et emporter trois cartes de son choix pour les utiliser dans le monde réel. Il en déduit que Greed Island n'est pas une réalité virtuelle mais un endroit qui existe vraiment, et propose donc aux autres de s'emparer de tout le contenu du jeu. Les cinq membres de la brigade en jeu se dirigent alors vers Masadora, la ville pour acheter des cartes sorts, en décidant de voler le plus de cartes sur leur chemin. Pendant ce temps, Gon et Kirua déjouent les pièges d'autres joueurs intéressés par leur carte requise, mais finissent par être embusqués par un groupe plus expérimenté et se font voler leur carte. Ils décident à leur tour d'acheter une carte de l'île et de se diriger vers Masadora. Ils sont interpellés par l'un des autres joueurs engagés par Battera, une jeune fille. Celle-ci a également décliné l'alliance et leur demande de pouvoir les accompagner, mais ceux-ci refusent. |                                                   |                          |                                  |                       |
| 77 | Brigands X Monstres X Biscuit                     | 山賊×怪物×ビスケット     | Sanzoku × Kaibutsu × Bisuketto   | 16 avril 2003         |
| [Chapitre 135-137] — Sur la route de Masadora, Gon et Kirua sont arrêtés par des bandits qui font appel à leur pitié pour les dépouiller de leur argent et de leurs vêtements. Un peu plus tard, ils tombent sur différentes sortes de monstres qu'ils essaient de vaincre et capturer, sans grand succès. La jeune fille, qui observait leurs mouvements depuis le départ, finit alors par perdre patience et décide d'intervenir en leur proposant de les entraîner. Bien que Kirua soit sceptique au début, celle-ci se présente comme Biscuit Kruger, une femme de 57 ans qui a enseigné le Nen à Wing. Elle convainc les deux enfants de la laisser les coacher en leur montrant les cartes des monstres qu'ils n'ont pas réussi à capturer. Non loin de là, un homme aux intentions hostiles les observe. Pendant ce temps, la Brigade déduit que l'île existant quelque part dans le monde réel, il est possible de s'infiltrer depuis un autre endroit que par l'intermédiaire du jeu. |                                                   |                          |                                  |                       |
| 78 | Entraînement X Joyau X L'homme aux mains d′argent | 修行×原石×シザーハンズ   | Shūgyō × Genseki × Shizā Hanzu   | 16 avril 2003         |
| [Chapitre 137-139] — Biscuit indique aux enfants que quelqu'un de fort les observe et leur propose de se séparer pour qu'elle serve d'appât afin de pouvoir le prendre en tenaille. Binolt, qui se révèle être un Hunter chasseur de primes, mord à l'hameçon, mais sa technique lui permet de comprendre l'étendue de la force de Biscuit, et il finit par demander un combat à la loyale dont il réchappe de justesse. Biscuit en profite alors pour utiliser Binolt afin d'entraîner Gon et Kirua à augmenter leurs réflexes pendant deux semaines. Bien qu'ils arrivent à le coincer ensemble dès le premier jour, Gon propose utiliser l'entièreté du temps restant pour s'améliorer encore plus. Au bout de 10 jours, Binolt est relâché. |                                                   |                          |                                  |                       |

## Liste des épisodes de l'arc Greed Island Final
| No | Titre français                                            | Titre japonais           | Titre japonais                                       | Date de 1re diffusion |
| No | Titre français                                            | Kanji                    | Rōmaji                                               | Date de 1re diffusion |
| --- | --------------------------------------------------------- | ------------------------ | ---------------------------------------------------- | --------------------- |
| 79 | Masadora X Progrès fulgurants X Boomer                    | マサドラ×躍進×爆発魔     | Masadora × Yakushin × Bakuhatsu Ma                   | 18 février 2004       |
| [Chapitre 140-142 + 144-145] — Gon et Kirua arrivent enfin à Masadora, mais au lieu d'acheter des cartes sorts, Biscuit les fait revenir à la zone de départ et leur impose différents types d'entraînement afin d'améliorer tous les aspects de leur Nen et de leur faire maîtriser de nouvelles techniques. Gon commence à développer sa propre technique en s'inspirant des enseignements de Biscuit. Entretemps, l'Araignée accoste clandestinement sur Greed Island, mais est expulsée de l'île par un homme nommé Razor, qui se présente comme un des maîtres du jeu et leur ordonne de revenir par la porte d'entrée. Ailleurs, le plan de l'alliance entre dans sa phase finale, mais Genthru se présente comme le tueur Bomber et déclare avoir posé une bombe sur l'ensemble des membres de l'alliance. |                                                           |                          |                                                      |                       |
| 80 | Exorcisé X Nouvelle année X Examen                        | 除念×新年×ハンター試験   | Jonen × Shinnen × Hantā Shiken                       | 18 février 2004       |
| [Chapitre 142-148] — Gon et Kirua continuent leur entraînement, jusqu'à ce que Biscuit leur rappelle que la nouvelle année approche. Ils se rappellent alors de la tenue de l'examen Hunter, et Kirua retourne temporairement dans le monde réel afin de pouvoir s'inscrire. L'examen s'avère être une bataille royale dont il sort unique vainqueur. De leur côté, Gon et Biscuit décident d'acheter des cartes sorts et de continuer l'entraînement. Pendant ce temps, Genthru révèle sa technique de Nen, ce qui lui permet d'activer le chronomètre des bombes. Il demande l'ensemble des cartes qu'ils possèdent en échange de leur vie. L'un des membres de l'alliance part informer Gon et Biscuit sur les capacités de Genthru, puis s'en va : il s'avère être un effaceur de Nen, et il parvient à effacer sa bombe grâce à sa propre technique. Pendant ce temps, le groupe de Genthru récupère les cartes, mais fait exploser l'ensemble des membres de l'alliance. |                                                           |                          |                                                      |                       |
| 81 | Rencontre X Kuroro X La fille à la peau d'or              | 遭遇×クロロ×金粉少女     | Sōgū × Kuroro × Kinpun Shōjo                         | 3 mars 2004           |
| [Chapitre 149-151] — Kirua retrouve Gon et Biscuit au sein du jeu, et alors qu'ils testent des cartes sorts, ils découvrent le nom de Kuroro dans le livre de Gon. Ailleurs, Shalnark fait remarquer aux autres membres de la Brigade que Greed Island se trouve à l'est de Yorkshin, ce qui coincide avec la prophétie de Kuroro. Survient alors Hisoka qui révèle avoir été engagé par Kuroro et avoir pris son nom comme pseudonyme une fois sa partie démarrée. Tous se mettent d'accord pour rechercher l'effaceur de Nen sur l'île. Pendant ce temps, Biscuit, satisfaite des progrès des enfants, leur propose d'enfin commencer à jouer sérieusement au jeu. Le groupe de trois explore l'île de fond en comble et récolte des cartes en participant aux différents événements programmés. Gon finit alors par récupérer un objet qui leur permet de briser les malédictions et mauvais sorts et d'être protégés des vols de cartes. |                                                           |                          |                                                      |                       |
| 82 | Contact X Razor X Front commun                            | 接触×レイザー×共同戦線   | Sesshōku × Reizā × Kyōdōsensen                       | 3 mars 2004           |
| [Chapitre 151-156] — Genthru et sa bande ont presque complété le jeu après avoir dupé le groupe de Tsezguerra lors d'une prétendue négociation. Les autres joueurs ayant progressé dans le jeu décident alors d'organiser une réunion entre joueurs expérimentés afin d'empêcher Genthru de terminer sa collection de cartes, et décident d'inviter le groupe de Gon. Ces derniers ont récupéré l'une des cartes requises n'étant pas dans la possession de Genthru après avoir soigné les brigands qui les ont dépouillés quelques mois plus tôt. Après plusieurs échanges d'information, tous les joueurs présents décident de se focaliser sur la carte n°2, qui n'est encore détenue par personne, et se rendent à l'endroit supposé de sa localisation, où ils apprennent qu'ils doivent chasser de la ville un groupe de 15 pirates avec Razor à sa tête. Ils se rendent à la taverne des pirates et après avoir gagné un défi, sont autorisés à rencontrer leur chef. |                                                           |                          |                                                      |                       |
| 83 | L'union X Hisoka X L'épreuve sportive                     | 再会×ヒソカ×スポーツ勝負 | Saikai × Hisoka × Supōtsu Shōbu                      | 7 avril 2004          |
| [Chapitre 156-160] — Razor défie les joueurs à plusieurs matches en un contre un dans différents sports. Gon, Kirua et Biscuit, voyant que leur groupe actuel est faible, décident de déclarer forfait dans leurs propres matches afin de rassembler des informations sur les différents sports joués. Une fois l'épreuve terminée, les joueurs se séparent et le groupe fait la rencontre de Goreinu, qui leur propose de rassembler des joueurs plus forts afin de retenter les épreuves. Gon et Kirua décident d'aller rencontrer l'usurpateur de Kuroro afin de lui demander pourquoi il a décidé de prendre ce nom. Ils tombent alors sur Hisoka, qui ne dévoile pas toutes ses intentions mais accepte de rejoindre leur équipe. Le groupe réitère la même chose avec Tsezguerra qui accepte également. Les neuf joueurs rassemblés choisissent chacun le sport dans lequel ils vont combattre, lorsqu'ils apprennent que le groupe de Genthru a rassemblé 97 des cartes requises à la complétion du jeu. |                                                           |                          |                                                      |                       |
| 84 | Le phare X Huit joueurs X Les maîtres du jeu              | 灯台×8人×ゲームマスター  | Tōdai × Hachinin × Gēmu Masutā                       | 7 avril 2004          |
| [Chapitre 160-163] — Gon, Kirua, Biscuit, Goreinu et Hisoka, accompagnés du groupe de Tsezguerra et d'autres joueurs choisis au hasard retournent défier Razor et sa bande. Après avoir gagné quelques sports sans problèmes, Razor ordonne à ses hommes de perdre exprès afin d'affronter lui-même les challengers, mais l'un d'entre eux se rebelle et se fait tuer par celui-ci. Tsezguerra révèle alors qu'il est l'un des créateurs du jeu, et que sa bande est composée de criminels condamnés à mort qui lui ont été confiés. Razor choisit de défier les challengers au beach-volley en invoquant sept joueurs à partir de son Nen, de façon que les vainqueurs du match obtiennent huit victoires et gagnent l'épreuve. Les joueurs n'étant pas assez nombreux, Goreinu invoque deux bêtes de Nen afin d'atteindre le nombre requis. Une fois le match lancé, Goreinu élimine deux des marionnettes de Razor, mais ce dernier récupère la balle et en profite pour éliminer Goreinu et sa bête de Nen ainsi que Tsezguerra. Gon demande à Hisoka d'utiliser son Pansy Gum afin d'éliminer les joueurs en gardant possession de celle-ci, mais deux autres marionnettes fusionnent et récupèrent la possession. Razor décide de viser Gon, qui se met en position pour bloquer la balle avec son Nen. |                                                           |                          |                                                      |                       |
| 85 | Pierre X Papier X Ciseaux !                               | ジャン×ケン×グー         | Jan × Ken × Gū                                       | 28 avril 2004         |
| [Chapitre 163-166] — Gon est éjecté du terrain par le tir de Razor, mais déclare qu'il sera celui qui utilisera le retour sur le terrain. Kirua et Goreinu échangent des passes le temps que Gon récupère, mais Goreinu perd patience et lance la balle sur Razor, qu'il parvient à toucher. Cependant, l'une des marionnettes récupère la balle avant qu'elle touche le sol et Razor la renvoie sur Goreinu qui perd conscience. Razor élimine ensuite Biscuit en abimant sa robe avec la balle, celle-ci étant alors récupérée par Hisoka. Gon décide de revenir sur le terrain, et avec Kirua qui stabilise la balle pour lui, parvient à éliminer la marionnette fusionnée et Razor en utilisant sa technique secrète, mais ce dernier utilise son retour immédiatement. Tsezguerra observe que bien qu'ils aient l'avantage du nombre, Gon, Kirua et Hisoka sont couverts de blessures. |                                                           |                          |                                                      |                       |
| 86 | La combine X Impact X Bungee Gum                          | 合体×衝撃×バンジーガム   | Gōtai × Shōgeki × Banjī Gamu                         | 28 avril 2004         |
| [Chapitre 166-169] — Gon, Kirua et Hisoka inventent une défense combinée qui leur permet de venir à bout de Razor et de l'éliminer du terrain, permettant aux joueurs de remporter la partie. Razor révèle à Gon qu'il était également un criminel condamné à mort, mais qu'il a été engagé par Ging pour combattre Gon lorsque ce dernier arriverait sur Greed Island. Plus tard, Hisoka fait ses adieux à Gon et Kirua et les autres joueurs se partagent les copies de la carte donnée en récompense. Alors qu'ils discutent d'un plan pour affronter Genthru, celui-ci les contacte directement. |                                                           |                          |                                                      |                       |
| 87 | Front commun X Situation de crise X Déclaration de guerre | 共闘×ピンチ×宣戦布告     | Kyōtō × Pinchi × Sensenfu                            | 2 juin 2004           |
| [Chapitre 169-173] — Genthru révèle avoir tué le reste des joueurs venus défier Razor la première fois. Afin de récupérer les deux cartes qu'il lui manque, il propose un accord aux groupes de Tsezguerra et Gon. Le groupe de Tsezguerra choisit de refuser et d'attirer l'attention du groupe de Genthru pendant trois semaines, durant quoi le groupe de Gon doit réfléchir à un moyen de les neutraliser. Pendant ce temps, la Brigade a localisé l'effaceur de Nen grâce à la technique de Kalluto Zoldik et contacte Hisoka afin qu'il entame les négociations. Gon s'entraîne à maîtriser des techniques du Nen de l'émission tandis que Kirua réfléchit à un plan d'attaque. Cinq jours avant la date limite, Kirua finit par trouver une stratégie, et les groupes de Tsezguerra et Genthru démarrent une course-poursuite qui se termine au château de Battera. Tsezguerra découvre le château déserté par ses gardes et le multi-billionaire en état de choc. |                                                           |                          |                                                      |                       |
| 88 | Sous surveillance X Préparation X Début du combat         | 張り込み×準備×血戦開始   | Harikomu × Junbi × Chisen Kaishi                     | 2 juin 2004           |
| [Chapitre 173-176] — Après avoir semé le groupe de Genthru hors du château, Tsezguerra demande des explications à Battera qui lui révèle qu'il était intéressé par le jeu afin d'obtenir une carte permettant de soigner toutes les maladies afin de l'utiliser sur sa compagne, mais cette dernière vient de décéder. Tsezguerra et ses hommes décident de se retirer du jeu en ayant laissé toutes leurs cartes importantes à Goreinu. Pendant ce temps, Genthru, Sub et Bara se tiennent en embuscade à l'entrée du jeu jusqu'à ce que les données de Tsezguerra et de ses hommes disparaissent. Ils se mettent alors respectivement en chasse de Gon, Kirua et Biscuit. |                                                           |                          |                                                      |                       |
| 89 | Biscuit X Killua X Nouvelle attaque spéciale              | ビスケ×キルア×新必殺技   | Bisuke × Kirua × Shin Hissatsuwaza                   | 30 juin 2004          |
| [Chapitre 176-179] — Kirua et Biscuit parviennent à séparer Sub et Bara de Genthru et à les affronter en un contre un. Biscuit reprend sa véritable apparence et met Bara au tapis en un coup, tandis que Kirua expérimente plusieurs tactiques de combat contre Sub, et finit également par le battre en utilisant des Yo-Yo spéciaux. Ailleurs, le combat entre Gon et Genthru commence, mais la différence de force et d'expérience est trop grande, ce qui fait que Genthru n'utilise pas sa technique. Cependant, face à la persévérance de Gon, il décide de changer d'approche et attrape la main de ce dernier pour la faire exploser. |                                                           |                          |                                                      |                       |
| 90 | La volonté de sa force X Gyō X Petite Fleur               | 気力×凝×一握りの火薬     | Kiryoku × Gyō × Hitonigiri no Kayaku (Ritoru Furāwa) | 30 juin 2004          |
| [Chapitre 178-181] — Gon parvient à minimiser l'impact des explosions de Genthru avec le Gyo en concentrant son aura sur les endroits attaqués, et grâce à l'entraînement avec Biscuit, il est capable de prédire quand Genthru fait usage de sa technique. Cependant, lorsque Genthru décide d'utiliser ses deux mains, Gon perd patience et décide de sacrifier sa main gauche afin de lui porter un coup avec son Nen. Il tente d'utiliser sa technique secrète mais Genthru l'esquive involontairement. Gon finit par invoquer son livre et menace Genthru avec une carte, mais ce dernier profite de l'occasion pour détruire la gorge de Gon afin qu'il ne fasse pas disparaître son livre. Cependant, Gon libère la carte et asperge Genthru avec de l'essence, scellant sa technique d'explosion. Il se prépare alors à nouveau à lancer sa technique secrète. |                                                           |                          |                                                      |                       |
| 91 | Cruauté X Détermination X Climax                          | 冷酷×決意×最終局面       | Reikoku × Getsui × Saishū Kyokumen (Kuraimakusu)     | 18 août 2004          |
| [Chapitre 181-183] — Gon utilise sa technique pour creuser un trou dans le sol, et parvient à embusquer Genthru avant de lui porter un coup décisif. Après avoir rejoint Biscuit, Kirua, Goreinu et leurs adversaires, tous décident de soigner Gon, ainsi que Genthru et sa bande avec la carte "Souffle de l'Archange". Goreinu décide de confier toutes ses cartes au groupe de Gon et de partager l'argent reçu de Battera à la suite de la violation du contrat. Une fois les 99 cartes rassemblées, un quiz permettant d'obtenir la dernière carte requise se déclenche. Etant ouvert à tous les joueurs présents dans le jeu, ces derniers se rendent à l'emplacement de Gon. Parmi eux se trouve l'effaceur de Nen, qui retrouve Genthru et désactive la bombe que celui-ci avait plantée à l'intérieur de son corps. |                                                           |                          |                                                      |                       |
| 92 | Greed Island X Fin de la partie X Dénouement              | G·I×全クリ×大団円        | G.I. (Gēmu) × Zen Kuri × Daidanen                    | 18 août 2004          |
| [Chapitre 183-185] — Gon parvient à terminer premier du quiz et reçoit une invitation dans la ville où il rencontre d'autres maîtres du jeu qui lui parlent des origines de Greed Island et lui offrent un coffret lui permettant d'emporter trois cartes avec lui dans le monde réel. L'effaceur de Nen retourne dans le monde réel après avoir accepté la proposition de Hisoka. Peu après, le groupe de Gon sont invités à une grande célébration. Alors qu'ils réfléchissent aux cartes qu'ils emporteront, Biscuit choisit de prendre le bijou qu'elle convoitait depuis le début, tandis que Gon et Kirua choisissent ensemble la carte offerte par Razor et le collier brisant les copies. Une fois dans le monde réel et après avoir fait leurs adieux à Biscuit, ils utilisent le collier pour briser le sort sur l'autre carte, révélant la carte « Accompagnement », qu'ils utilisent pour voyager jusqu'à l'endroit où se trouve le premier joueur que Gon a rencontré dans le jeu, « Nigg », une anagramme de « Ging ». Ils atterrissent alors non loin d'une mystérieuse silhouette... |                                                           |                          |                                                      |                       |